# Fender Jazzmaster
De Fender Jazzmaster is een elektrische gitaar, die geïntroduceerd werd in 1958, tijdens een NAMM-Show (een muziekhandelsbeurs uitgezonden op televisie). Aan de naam is te merken dat de gitaar initieel werd ontworpen voor het jazzgenre. De gitaar werd echter gebruikt voor surfmuziek en indorock, ontstaan in de jaren vijftig en begin jaren zestig. Hedendaags wordt de gitaar ook gebruikt voor indie-rock. Kenmerkend aan het geluid van de Jazzmaster is de volle, warme en lage klank. De Jazzmaster bevat een vibrato (door Fender foutief tremolo genoemd), die vaak wordt gebruikt in surfmuziek. De surfbands The Ventures en The Fireballs bespeelden de Jazzmasters.
De Nederlandse indorocker Andy Tielman maakte ook gebruik van de Jazzmaster, in zijn band de Tielman Brothers. Opvallend is dat Tielman er vier snaren bij spande, waardoor hij nu tien snaren had. Met een hete spijker brandde hij extra gaten in de kop van zijn gitaar. Hiermee startte Tielman de doe-het-zelf-traditie met Jazzmasters.
Gedurende de jaren zestig was de Jazzmaster een groot succes. In de jaren zeventig werd hij minder populair, en in 1980 stopte de productie van Jazzmasters officieel. Vanaf midden jaren 80 raakte de Jazzmaster samen met de Fender Jaguar en de Fender Mustang populair in alternatieve muziekstijlen als new wave, grunge en indierock. In 1986 werd de Jazzmaster uit '62 geherintroduceerd. De The American Vintage Series-versie werd in 1999 geïntroduceerd.

## Trivia
- Veel mensen denken dat Jazzmasters met P90 elementen zijn uitgerust. Hoewel Jazzmaster-elementen en P90 elementen uiterlijk op elkaar lijken zijn ze technisch niet gelijk. Jazzmaster-elementen zijn eigenlijk vergrote Stratocaster-elementen waarbij de pooltjes zelf de magneten zijn.
- De voor een elektrische gitaar extreem heldere klank van de Jazzmaster die hem zo geliefd voor surf-muziek maakt is het gevolg van de volumeregelaar. Dat is namelijk een 1000 kilo-ohm potentiometer terwijl bij enkelspoelselementen een volumeregelaar van 250 kilo-ohm gebruikelijk is. Hoe lager de weerstand van de volumeregelaar des te minder hoge tonen worden doorgelaten.